# Wentworth Smith
Wentworth Smith (baptisé le 9 mars 1571 – mort après mars 1614) était un dramaturge anglais de la période élisabéthaine. Il a écrit de nombreuses pièces pour les troupes de l'Amiral et de Worcester, la majeure partie d'entre elles en collaboration.

## Biographie
Il est baptisé le 9 mars 1571 à l'église St James Garlickhythe (en) dans la Cité de Londres. Il est le fils de William Smith, et il se marie le 29 septembre 1594 à l'église St Thomas the Apostle (en) avec Agnes Gymber, fille de Thomas Gymber de Monkleigh dans le Devon.
À l'époque de son mariage, il travaille comme écrivain public, profession qu'il semble avoir exercée au moins jusqu'à la mort de son fils en 1614. Sa femme, Agnes, meurt le 12 octobre 1602, et il se remarie le 15 mai 1607 avec Mary Poteman. Ils ont un fils, baptisé le 11 juillet 1610 et enterré le 27 mars 1614. Après cette date, Wentworth Smith disparaît de tous les registres, et sa date et son lieu de décès sont inconnus.

## Carrière littéraire
Il apparaît pour la première fois dans le milieu théâtral, lorsqu'en 1601, son nom est cité dans le livre de comptes de Philip Henslowe, entrepreneur de spectacles et propriétaire de théâtres, parmi les auteurs payés pour la pièce The Conquest of West Indies, écrite en collaboration avec Day et Haughton.
Entre avril 1601 et novembre 1602, il écrit pour la troupe de l'Amiral :
- The Conquest of West Indies, avec Day et Haughton
- Première partie de The Rising of Cardinal Wolsey, avec Chettle, Drayton et Munday
- Première et seconde parties de The Six Clothiers avec Hathway et  Haughton
- Too Good to be True, or the Northern Man, avec Chettle et Hathway
- Love Parts Friendship avec Chettle
- As Merry as May Be avec Day et Hathway, écrit pour la cour et pour le théâtre de la Rose[2].

Entre septembre 1602 et mars 1603, il écrit pour la troupe de Worcester :
- Albere Galles avec Heywood. Suggéré par Fleay (en), on a longtemps supposé que ce titre était une corruption par Henslowe du titre réel Archigallo, le roi de la pièce de Heywood Nobody and Somebody. Dans cette dernière pièce, Fleay estime que le rôle du clown est de la main de Heywood, et le reste vraisemblablement de Smith[3].
- Marshal Osric avec Heywood
- Première partie de Lady Jane avec Chettle, Dekker, Heywood et Webster
- Première et seconde parties de The Black Dog of Newgate avec Day, Hathway et « l'autre poète »
- The Unfortunate General, a French History avec Day et Hathway et « l'autre poète » (probablement Haughton[4])
- The Three Brothers, seul
- The Italian Tragedy, seul

N'ayant apparemment jamais été publiées, aucune de ces pièces ne nous est parvenue, et elles ne sont plus connues que par leurs titres. Néanmoins, quelques historiens, comme Edmund Chambers, ont conjecturé que certaines sont identiques à des pièces existantes sur des thèmes similaires. Par exemple, Love Parts Friendship serait la même que Trial of Chivalry publiée anonymement, et que Marshal Osric serait identique à The Royal King and the Loyal Subject, attribuée à Heywood uniquement. Chambers se dit certain que Lady Jane est la même pièce que Sir Thomas Wyatt, imprimée en 1607 et attribuée à Dekker et Webster.
Plusieurs biographes, comme Halliwell, Collier et Hazlitt, ont supposé à tort que Wentworth Smith est le W. Smith qui a écrit The Hector of Germanie, publié en 1615. En réalité, cette pièce a été écrite par l'héraldiste, William Smith, qui vécut plusieurs années en Allemagne. On a aussi attribué à Wentworth Smith Locrine, publiée en 1595, Thomas Lord Cromwell (1602) et The Puritan (1607), car leur auteur est désigné par les initiales W. S. Aujourd'hui, on estime que ces initiales ont été choisies par les éditeurs pour que les acheteurs pensent à William Shakespeare, tentant ainsi de profiter de sa réputation.